# Zemská silnice B15

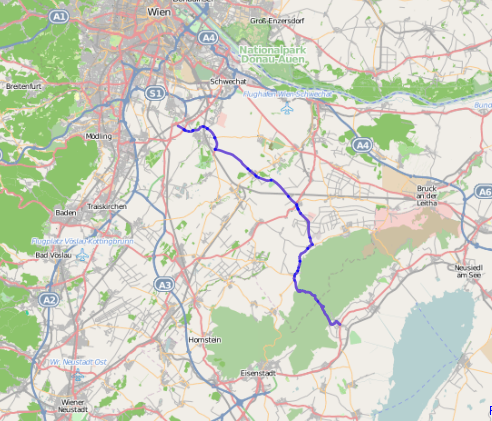
Zemská silnice B15

Zemská silnice Mannersdorfer Straße B15 vede z Dolního Rakouska od městyse Leopoldsdorf bei Wien přes město Mannersdorf am Leithagebirge do městyse Donnerskirchen v Burgenlandu. Celková délka silnice je zhruba 38 km. Mezi obcemi Hof am Leithagebirge a Donnerskirchen silnice přechází přes pohoří Leithagebirge v nadmořské výšce téměř až 400 m.

## Popis
| km   | Místo                        | Popis                                                                | m n. m. |
| ---- | ---------------------------- | -------------------------------------------------------------------- | ------- |
| 0    | Leopoldsdorf bei Wien        | B15 začíná výjezdem z Ödenburger Straße B16 na jižním okraji městysu | 170     |
| 0,1  |                              | průjezd tunelem pod železniční tratí Aspangbahn                      | 171     |
| 1,0  | Achau                        | kruhový objezd – křižovatka s Mödlinger Straße B11                   | 172     |
| 1,5  |                              | mosty přes potoky Schwechat a Triesting                              | 171     |
| 2,2  | Himberg-West                 | kruhový objezd – vpravo vjezd do městysu, B15 přímo                  | 169     |
| 3,5  |                              | most přes potok Kalter Gang a přes železniční trať Ostbahn           | 177     |
| 4    | Himberg-Nord                 | kruhový objezd – vpravo vjezd do městysu, B15 přímo                  | 171     |
| 5,5  | Himberg-Ost                  | kruhový objezd – vpravo vjezd do městysu, B15 přímo                  | 179     |
| 7    | Himberg-Süd                  | kruhový objezd – vpravo do městysu, B15 pokračuje vlevo              | 181     |
| 12,3 | Ebergassing                  | průjezd obcí                                                         | 177     |
| 13   | Ebergassing                  | most přes potok Fischa                                               | 175     |
| 17,2 |                              | úrovňový železniční přejezd trati Ostbahn                            | 171     |
| 17,5 |                              | most přes potok Reisenbach                                           | 170     |
| 19   | Götzendorf an der Leitha     | průjezd městem a křižovatka s Leitha Straße B60                      | 170     |
| 19,4 |                              | most přes řeku Leitha                                                | 170     |
| 20,0 |                              | úrovňový železniční přejezd trati Götzendorfer Bahn                  | 178     |
| 24,5 | Mannersdorf am Leithagebirge | průjezd městem                                                       | 200     |
| 28,5 | Hof am Leithagebirge         | průjez obcí                                                          | 220     |
| 38,1 | Donnerskirchen               | v obci končí B15 napojením na Burgenland Straße B50                  | 147     |

Poznámka: V tabulce uvedené kilometry a nadmořské výšky jsou přibližné.